# Zdzieszulice (Bełchatów)
Zdzieszulice – południowo-wschodnie osiedle Bełchatowa w Polsce, w województwie łódzkim, w powiecie bełchatowskim. Rozpościera się w rejonie ulicy Zdzieszulickiej, na zachód od wsi Zdzieszulice Dolne i Zdzieszulice Górne.

## Historia
Zdzieszulice to dawniej samodzielna osada włościańska, należąca od reformy gminnej w 1867 roku do gminy Bełchatówek w powiecie piotrkowskim w guberni piotrkowskiej. Od 1919 w woj. łódzkim. 
1 stycznia 1925 wyłączone wraz z Bełchatowem i innymi miejscowościami z gminy Bełchatówek i włączone do restytuowanego miasta Bełchatów.